# José Arbex Junior
José Arbex Júnior (Marília, 18 de maio de 1957)  é um jornalista e escritor brasileiro. Graduado em Jornalismo pela Universidade de São Paulo (1982), em 2000, obteve seu doutorado em História Social sob orientação de Nicolau Sevcenko com "Telejornovelismo - mídia e história no contexto da Guerra do Golfo". É professor do curso de Jornalismo da Pontifícia Universidade Católica de São Paulo (PUC-SP) e Chefe do Departamento de Jornalismo da mesma Universidade. É também docente da Escola Nacional Florestan Fernandes. Já foi professor da Faculdade de Comunicação Social Cásper Líbero‎ (2001 - 2002).

## Biografia
Começou sua carreira como jornalista na editoria do semanário trotskista O Trabalho, ligado à Organização Socialista Internacionalista (OSI), a qual atuava no meio estudantil com o nome de "Liberdade e Luta" - Libelu). Posteriormente, trabalhou por vários anos no jornal Folha de S. Paulo, chegando a ser o responsável pela editoria internacional ("Mundo"). Deixou a Folha em 1992, por discordar da linha editorial do jornal.
Foi editor-chefe do Brasil de Fato, criado em 2003 durante o Fórum Social Mundial de Porto Alegre, mas em 2010 deixou o  Conselho Editorial, acusando o jornal de ser "politicamente subordinado ao lulismo".
Atualmente, Arbex é editor especial da revista Caros Amigos (editora Casa Amarela), uma das mais importantes revistas de esquerda da América Latina. 
É autor e coautor de vários livros e capítulos de livros. Escreveu também livros didáticos e juvenis. Seus trabalhos se destacam pelo conteúdo crítico, aí incluída a crítica do jornalismo e dos grandes veículos de comunicação de massa:

"Vi a cobertura da Guerra do Golfo - eu era editor da Folha - e eu vi o absurdo que era os caras cobrirem a guerra e dizerem que não tinha nenhum morto - quando hoje se sabe que morreram pelo menos 150 mil. E aí eu fiz para mim mesmo duas perguntas: primeiro, como eles fazem para falsificar a cobertura inteira de uma guerra? E segundo, como eles fazem para que o povo acredite na cobertura falsificada - que é a parte mais importante. Quer dizer, é relativamente fácil explicar a cobertura. O que é difícil é explicar como alguém acredita que se bombardeiam, por 40 dias seguidos, 4,8 milhões de habitantes e ninguém morre. Isso tinha que ser explicado. Eu comecei a perceber que a mídia fazia cada vez mais parte da estrutura do poder. A mídia era o poder. Não o quarto poder. Ela é o poder."

## Livros publicados
- O Jornalismo Canalha , 2003
- Joe Sacco  (prefácio), 2002
- Terror e Esperança na Palestina, 2002
- Showrnalismo - a notícia como espetáculo, 2001, 2002, 2005
- O Brasil em regiões - Norte (com Nelson Basic Olic), 2000
- Visões do mundo (com Nelson Bacic Olic, Demétrio Magnoli, Jayme Brener), 2 volumes: 1998(volume 1) e (volume 2) 1999
- O Brasil em regiões - Nordeste (com Nelson Bacic Olic), 1999
- Cinco Séculos de Brasil	(com  Maria Helena Valente Senise), 1998
- A Outra América - apogeu, crise e decadência dos Estados Unidos, 1998
- Conhecendo o Brasil (com Demétrio Magnoli e Nelson Bacic Olic), 1998
- Panorama do Mundo 3 volumes (com Demetrio Magnoli e Nelson Bacic Olic), 1997; 2001
- Nacionalismo - desafio à nova ordem pós-socialista, 1997
- O Brasil em regiões - Sudeste (com Nelson Basic Olic), 1997
- O Século do Crime, 1996; 2ª Edicao, 2004 (com Claudio Júlio Tognolli)
- O Brasil em regiões - Rumo ao Centro-oeste  2ª Edição, 1996
- Mundo Pós-moderno (com Claudio Julio Tognolli), 1996
- ABC do mundo contemporâneo (com Nelson Bacic Olic e  Demétrio Magnoli), 1996.
- Islã - um enigma de nossa época. 5ª ed. são paulo: moderna, 1996. v. 01. 104p .
- O Brasil em regiões - A Hora do Sul - (com Nelson Basic Olic), 1995
- O Poder da TV, 1995
- Revolução em 3 Tempos - URSS, Alemanha, China, 1993
- Narcotráfico - um jogo de poder nas Américas, 1993
- A Segunda Morte de Lênin - o colapso do Império Vermelho, 1991
- Modos de ser leitor  (prefácio) (autor: Jean Foucambert), 2008
- Guerra Fria - Terror de Estado, Política e Cultura, 1997, 2000, 2002, 2003, 2004
- Palestina - uma nação ocupada

## Prêmios
- 2003- Medalha Chico Mendes de Direitos Humanos. Grupo Tortura Nunca Mais e outras entidades.
- 2003 -	Luta contra o preconceito homofóbico em jornalismo impresso. Associação da Parada Gay.
- 2002 - Melhor jornal laboratório universitário impresso (Contraponto, PUC-SP; editor). Encontro Nacional das Escolas de Comunicação.
- 2001 - Agenda latino-americana de direitos humanos. Grupo Solidário São Domingos.
- 1999 - Prêmio Vladimir Herzog de jornalismo. Sindicato dos jornalistas de São Paulo e outras entidades. Reportagem: "Terror no Paraná", [5]
- 1997 - Prêmio Jabuti. Melhor livro reportagem: O século do crime. Câmara Brasileira do Livro.